# Черемош (ансамбль)
Черемош — советский ансамбль существовавший с 1977 по 1990 гг. при Черновицкой филармонии, который был создан для замены ВИА «Червона рута», переведённого в Ялту. Первым руководителем был Леонид Затуловский, солистками ансамбля — младшие сестры Софии Ротару — Аурика и Лидия Ротару.
Репертуар ансамбля во многом повторял репертуар предшественника — ансамбля «Червона рута».
В течение последующего периода Черемошем руководит Петру Теодорович, написавший хиты на молдавском языке «Sentimente», «Melancolie» и на русском «Маргаритки», вошедшие впоследствии в репертуар Софии Ротару.
В 1985 году Петру Теодорович переезжает в Кишинёв, а потом в Москву, где становится руководителем группы «Теодор», в которой начал петь Филипп Киркоров.
«Черемош» переезжает в Винницу под руководством Александра Тищенко. В ансамбль вступил ещё один Ротару — Евгений (бывший ансамбль — «Оризонт»). В 90-х годах родственники Ротару — Лидия и Евгений покинули сцену.
Новая солистка, единственная оставшаяся Ротару — Аурика Ротару — спела много песен для разных сборников лейбла «Мелодии».

## Дискография
В 1983 году выходит миньон.
В 1991 году Аурика Ротару записала альбом «Аудио Украины».
В 1994 году Аурика Ротару записала альбом с песнями Александра Тищенко и сняла клипы на песни «Я не могу без тебя», «Письмо».
- Меланколие (1983)
- Ріка розлуки Различные – Буковинские сувениры (2×LP, Комп, Стерео) Мелодия С90 30527 009 (1991)

## Награды
В августе 1996 года Аурелие Ротару-Пигач было присвоено звание «Заслуженная артистка Украины»